# Luddington in the Brook
Luddington in the Brook är en by och civil parish (benämnd Luddington) i Northamptonshire i England. Byn är belägen 11 km 
från Thrapston. Orten har 52 invånare (2009). Byn nämndes i Domedagsboken (Domesday Book) år 1086, och kallades då Lullintone/Lolinctune.